# AIX
AIX, Advanced Interactive eXecutive, är IBMs variant av Unix. AIX har funnits till flera olika av IBM:s produktlinjer men numera avses vanligen den variant som går att köra på IBM:s produktlinjer System p (fd. pSeries, ffd. RS/6000) och System i (fd. iSeries, ffd. AS/400).
Första versionen baserades på UNIX System V Release 3 och kom 1986. AIX har, baserat på Version 3, rykte om sig att vara en annorlunda Unix, och det var en hel del som skilde sig från både andra kommersiella Unix-varianter och fria implementationer. Allteftersom AIX mognat har den alltmer kommit att likna andra System V-implementationer.

## Historik
Före IBM:s egen Unix-variant AIX sålde IBM bland annat Xenix för IBM PC/AT och ix/370 för stordatorer.
När IBM släppte sin första RISC-baserade dator 1986, IBM PC RT, licensierade IBM operativsystemet IN/ix från INTERACTIVE Systems Corporation och baserade AIX på det. AIX Version 1 och 2 kördes på IBM PC RT (RT är en förkortning av RISC Technology).
1987 tillkännagavs att en AIX-variant för Intel-chip skulle släppas, det dröjde dock ända till 1992 innan den lanserades under namnet AIX för PS/2. Det levererades på 3,5-tumsdisketter och kom i version 1.1 till och med version 1.3.2. IBM slutade sälja produkten den 10 mars 1995. Historik på sidan os2ports.com
I februari 1990 tillkännagav IBM RISC System/6000 och AIX Version 3, det kom att bli den mest framgångsrika versionen av AIX.
AIX Version 3.2.5 kom i september 1993 tillsammans med RS/6000-maskiner baserade på POWER2-arkitekturen.
AIX Version 4.1 lanserades i juli 1994 och var den första AIX-versionen med stöd för PowerPC-processorn och SMP.

## Historik för AIX 4.1.5 till AIX Version 6.1
Nedan följer historik om vad som inkluderades med de olika versionerna av AIX.1 Årtalen inom parentes reflekterar det eller de år som en specifik version uppdaterades, antalet uppdateringar är antalet ML-nivåer (Maintenance Level) som gavs ut av respektive version. Vill man specifikt hänvisa till till exempel den tredje uppdateringen av AIX version 4.2.1 skriver man vanligtvis ut det i formen AIX Version 4.2.1-ML3 eller möjligtvis Version 4.2.1-03.

### Version 4.1.5 (1996–1998, 4 uppdateringar)
Större förändringar inkluderade Ultimedia Services Version 2.2.0.1, Netscape Navigator 3.0.4 och 4.0.4 och IBM Internet Connection Secure Server version 4.2. AIX Version 4.1.5 följdes av Version 4.2.

### Version 4.2 (1996, 2 uppdateringar)
Suns Java programming environment V.1.0 inkluderas. AIX Version 4.2 följdes av Version 4.2.1. Stöd för 8-vägs SMP och mer än 2 GiB minne.

### Version 4.2.1 (1998–1999, 9 uppdateringar)
VisualAge for Java Entry Version 2.0.0.3, eNetwork LDAP Directory Version 2.1, Network Station Manager Version 1.3, Tivoli Management Agent Version 3.2, Netscape Communicator Version 4.61 och Ultimedia Services Version 2.3 inkluderas. AIX Version 4.2.1 följdes av Version 4.3.

### Version 4.3 (1997, 1 uppdatering)
Lotus Domino Go webbserver Version 4.6 inkluderas, stöd för 24-vägs SMP och 96 GiB minne. AIX Version 4.3 följdes av version 4.3.1.

### Version 4.3.1 (1998, 2 uppdateringar)
Lotus Domino Go webbserver version 4.6.2.3 inkluderas. AIX Version 4.3.1 följdes av Version 4.3.2.

### Version 4.3.2 (1998–1999, 4 uppdateringar)
WebSphere Application Server Version 2.02, Standard Edition (med IBM HTTP Server Version 1.3.3), AIX Fast Connect Version 2.1 60-dagars testlicens och Web-based System Manager Version 4.3.2 inkluderas. AIX Version 4.3.2 följdes av Version 4.3.3.

### Version 4.3.3 (1999–2002, 11 uppdateringar)
Modular I/O Library Version 2.1.0.0, AIX Fast Connect Version 3.1.0.0 (utvärderingslicens), Netscape Communicator Version 4.78, IBM HTTP Server V1.3.12.4, SecureWay Directory Version 3.2.2, System V Commands and Tools for AIX Version 1.0, Adobe Acrobat Reader Version 4.05 och Tivoli Management Agent Version 3.7.1 inkluderas.
AIX Version 4.3.3 är den sista AIX-versionen i 4.x-familjen, den följdes av AIX 5L för POWER Version 5.0.

### Version 5.0 (2000, 1 uppdatering)
Stöd för filer större än 32 GiB, PKCS#11 version 2.01 API, 64-bitars kärna och API:er, AIX Fast Connect Release 3.0 och /proc-filsystem inkluderade. Det sistnämnda är en del i strategin att få AIX och Linux att integreras närmare. L:et i produktnamnet AIX 5L står för Linux Affinity. AIX 5L Version 5.0 var inte en GA-produkt i IBM-termer (GA står för General Availability, dvs. allmän tillgänglighet) utan var en release för utvecklare som skulle ge dem tillfälle att börja arbeta på 64-bitarsapplikationer. Följdes av Version 5.1.

### Version 5.1 (2001–2003, 5 uppdateringar)
Stöd för att starta operativsystemet från Storage Area Network, SMP-stödet utökas från 24 processorer till 32, minnesstödet utökas från 96 GiB till 256 GiB, JFS2, Gigabit EtherChannel (upp till fyra gigabit ethernetportar kan hanteras som en), Pluggable Authentication Mechanism (PAM) och 64-bitars drivrutiner och OpenGL-stöd med Direct Window Access (DWA) (tillåter direkt åtkomst till OpenGL utan att gå igenom XGL eller XServer) inkluderas. Följdes av Version 5.2.

### Version 5.2 (2002–2003, 2 uppdateringar)
UNIX 98 Server-certifiering, DNS Bind Version 9, LDAP-klientsupport för RFC 2307, SNMP Version 3, Internet Key Exchange (IKE) för DHCP-servrar, LPAR-stöd (logiska partitioner), JFS2 utökas med stöd för filer och filsystem upp till 16TB och Active Directory-autentisering inkluderas. Följdes av Version 5.3.

### Version 5.3 (2004–2007)
NFS Proxy Caching-server, Tivoli Usage and Accounting Manager integrerad med AIX 5L Advanced Accounting, Micro-Partitioning, Integrated Virtualization Manager (Virtual I/O Server), stöd för Altivec-instruktioner, stöd för Radius Server, Network Intrusion Detection, stöd för att dela en processor på upp till tio partitioner, stöd för POWER5-arkitekturen, stöder SMP-system med upp till 64 processorer, Network File System v4, Stream Control Transmission Protocol, Service Location Protocol (SLP)-klient och Java 3D-stöd för Java Version 1.4 inkluderas. I december 2006 blev AIX 5L Version 5.3 UNIX-03-certifierat av The Open Group.

### Version 6.1 (2007–)
Virtualiseringsfunktionerna har byggts ut ytterligare med en teknik som kallas PowerVM, man kan flytta applikationer mellan olika instanser av AIX medan de körs. Upp till 1024 logiska partitioner. Stöd för Power6-processorn.